# Les Aventures d'Alice au pays des merveilles
« Alice au pays des merveilles » redirige ici. Pour les autres significations, voir Alice au pays des merveilles (homonymie).
Les Aventures d'Alice au pays des merveilles (titre original : Alice's Adventures in Wonderland), fréquemment abrégé en Alice au pays des merveilles (Alice in Wonderland en anglais), est un roman publié en 1865 par Lewis Carroll. Il a été traduit en français pour la première fois en 1869 par la même maison d'édition (Macmillan and Co).
Lors de sa première écriture, le livre n'était pas destiné aux enfants. L'écriture fut reprise une seconde fois pour les enfants en conservant les personnages merveilleux qui la rendaient si attrayante pour ce jeune public. Le roman foisonne d'allusions satiriques aux amis de l'écrivain et aux leçons que les écoliers britanniques devaient mémoriser à l'époque. Le pays des merveilles décrit dans le conte joue sans cesse avec la logique. L'ouvrage reste populaire au XXIe siècle, aussi bien auprès des enfants que des adultes.
Le livre a connu une suite intitulée De l'autre côté du miroir. Les adaptations cinématographiques combinent souvent des éléments des deux livres. L'écrivain américain Martin Gardner a publié The Annotated Alice, qui regroupe Alice au pays des merveilles et De l'autre côté du miroir accompagnés des poèmes victoriens que Lewis Carroll parodia dans le corps du texte.

## Historique

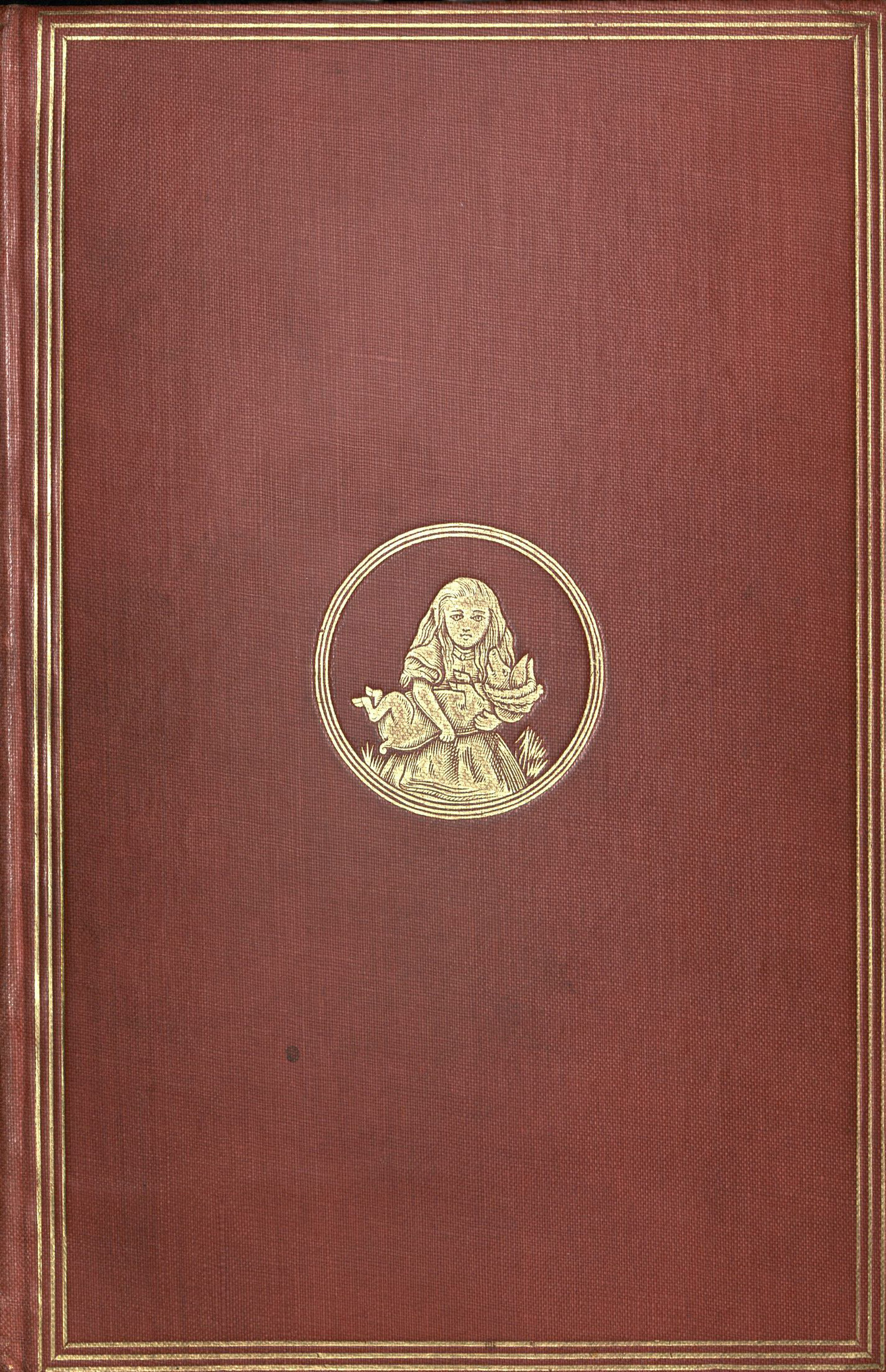
Couverture de l'édition de 1865.

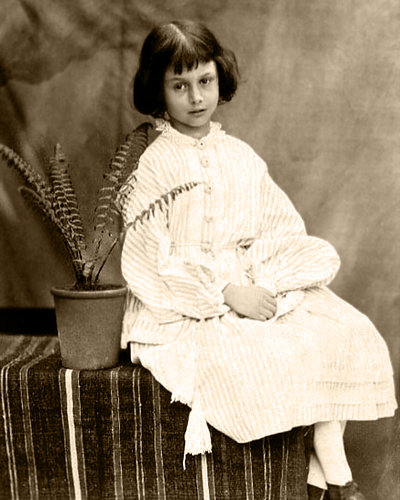
Alice Liddell photographiée en 1860 par Lewis Carroll.

Le livre a été publié le 4 juillet 1865, trois ans jour pour jour après une promenade en barque sur l'Isis (qui coule à Oxford) effectuée par les révérends Dodgson (Carroll) et Robinson Duckworth en compagnie de trois jeunes filles :
- Lorina Charlotte Liddell (âgée de 13 ans, appelée Prima dans le poème d'ouverture).
- Alice Liddell (âgée de 10 ans, appelée Secunda dans le poème d'ouverture).
- Edith Liddell (âgée de 8 ans, appelée Tertia dans le poème d'ouverture)[4].

L'excursion commença au pont Folly près d'Oxford et finit une dizaine de kilomètres plus loin dans le village de Godstow. Durant le trajet, Dodgson raconta aux sœurs Liddell une histoire qu'il venait d'inventer. Celle-ci fut suivie plus tard par Alice's Adventures Underground et finit par devenir Alice's Adventures in Wonderland.
En 1998, un exemplaire de la première édition a été vendu 1,5 million de dollars, ce qui est une vente record pour un livre pour enfants. Seuls vingt-deux exemplaires de la première édition de 1865 auraient survécu. Dix-sept d'entre eux se trouvent dans des bibliothèques et cinq chez des particuliers.

## Description

### Résumé

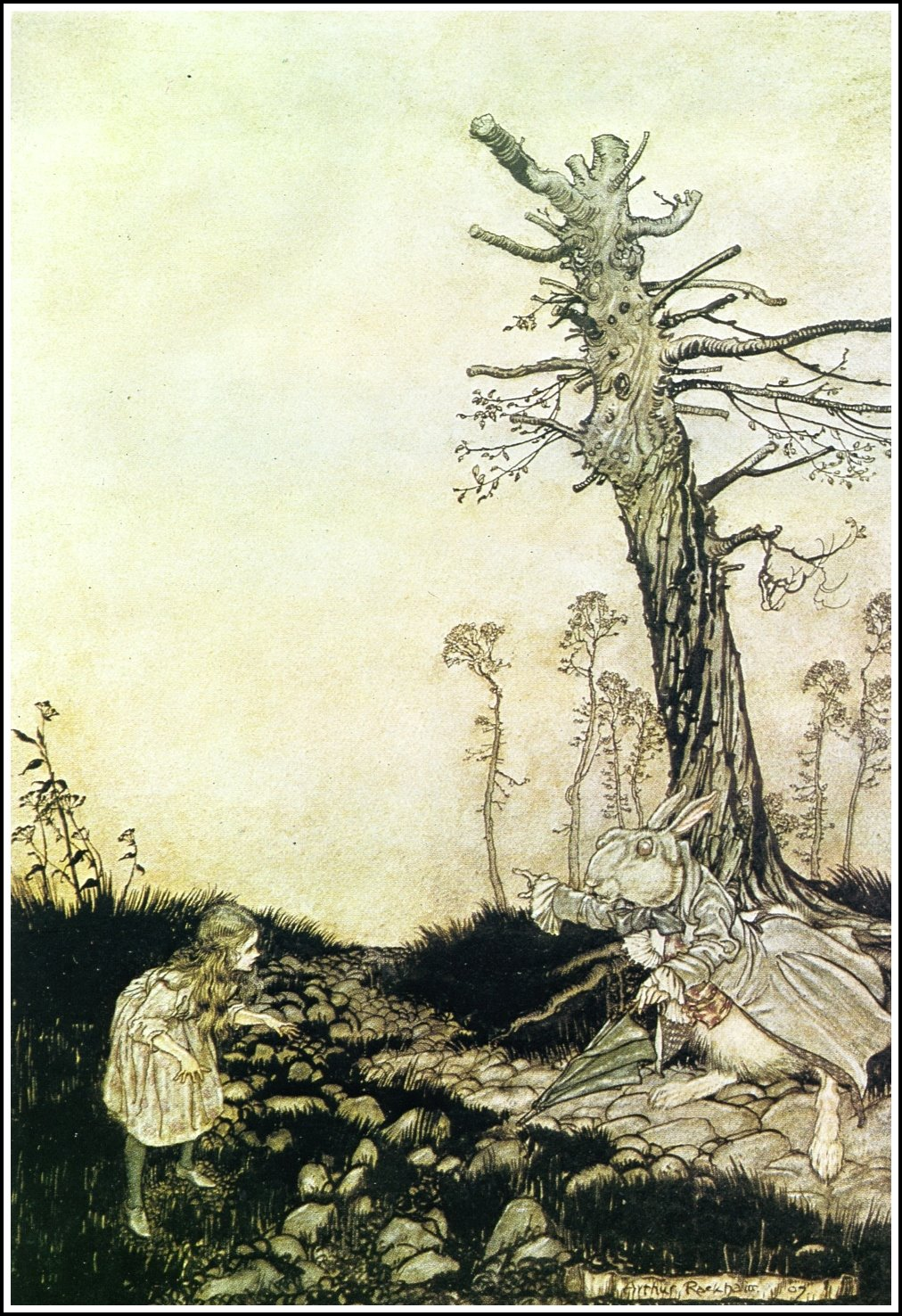
Les Aventures d'Alice au pays des merveilles, illustration d'Arthur Rackham, 1907.

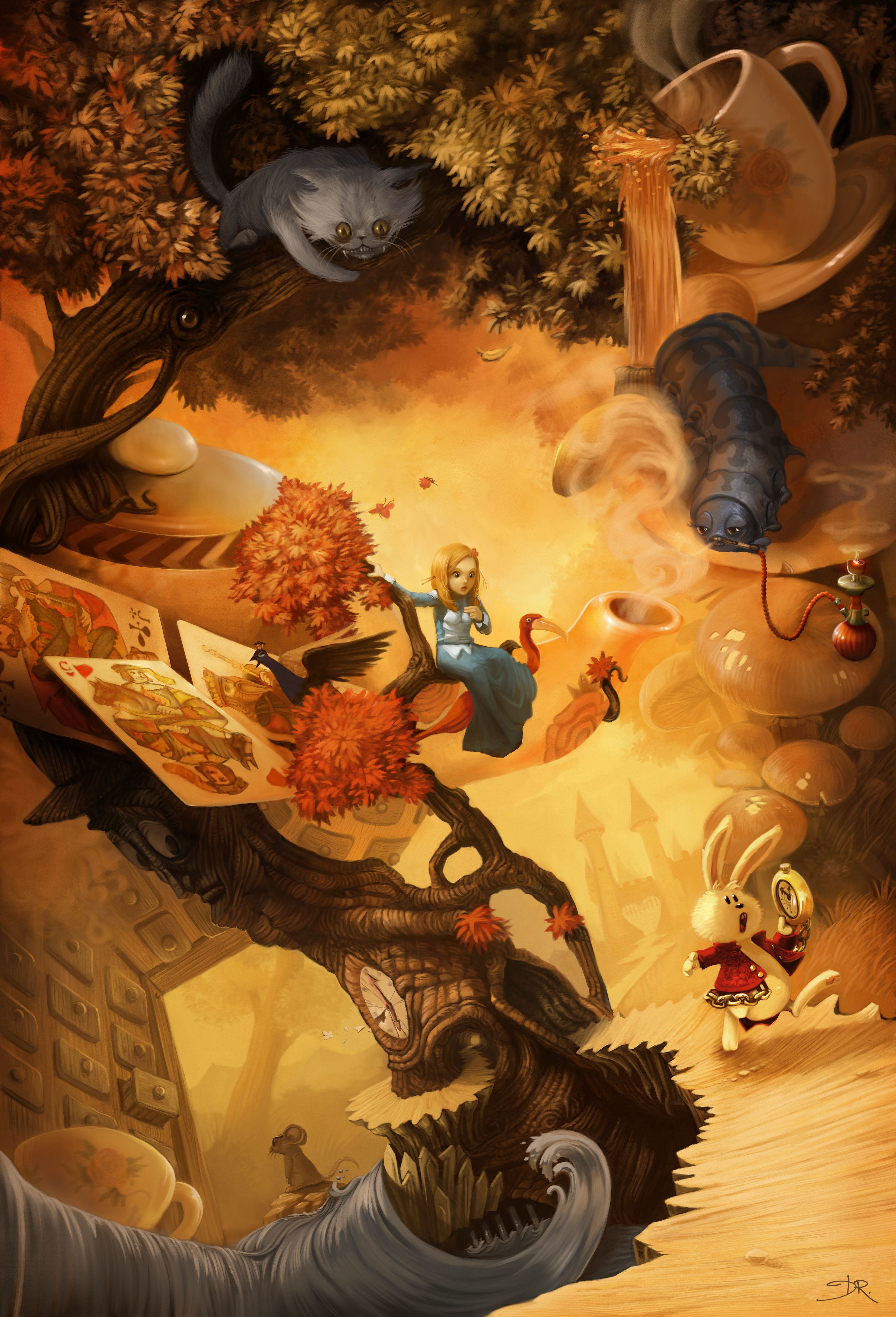
Peinture numérique de David Revoy, représentant les principaux personnages et décors du roman de Lewis Carroll Les Aventures d'Alice au pays des merveilles.

Alice s'ennuie auprès de sa sœur qui lit un livre (« sans images, ni dialogues ») tandis qu'elle ne fait rien. « À quoi bon un livre sans images, ni dialogues ? », se demande Alice. Mais voilà qu'un lapin blanc aux yeux roses vêtu d'une redingote avec une montre à gousset à y ranger passe près d'elle en courant. Cela ne l'étonne pas le moins du monde. Pourtant, lorsqu'elle le voit sortir une montre de sa poche et s'écrier : « Je suis en retard ! En retard ! En retard ! », elle se dit que décidément ce lapin a quelque chose de particulier. En entrant derrière lui dans son terrier, elle fait une chute presque interminable qui l'emmène dans un monde aux antipodes du sien. Elle va rencontrer une galerie de personnages retors et se trouver confrontée au paradoxe, à l'absurde et au bizarre…

#### Chapitre 1 - Dans le terrier du lapin
Alice suit un lapin dans son terrier. Elle tombe dedans, mais sa chute ne s'arrête pas. Elle se parle à elle-même et s'endort. Ensuite, elle atterrit dans une grande salle. Puis elle trouve une clé qui mène à un joli jardin, mais elle est trop grande pour passer par la porte qui y mène. Elle boit une boisson étiquetée « bois-moi » et mange un gâteau étiqueté « mange-moi » qui la fait rétrécir afin qu'elle puisse entrer dans le jardin.

#### Chapitre 2 - La mare de larmes
Alice rencontre une souris française et elle essaie de converser en français élémentaire. Elle offense alors la souris en lui parlant de sa chatte, Dinah. La souris s'enfuit et Alice la suit.

#### Chapitre 3 - Une course à huis clos et une histoire à longue queue
Alice participe à une course au dahut, menée par un dodo loufoque, avec les animaux du groupe. Puis elle demande à la souris de raconter sa longue histoire qui explique pourquoi elle n'aime pas les chats. À la fin, elle fait fuir tous les animaux en parlant de son féroce chat, et se retrouve à nouveau seule.

#### Chapitre 4 – Le lapin envoie un petit Bill
Le lapin blanc réapparaît alors qu'il cherche les gants et l'éventail de la duchesse et demande à Alice de l'aider car il la prend pour sa servante. Alice se voit obligée de fouiller dans sa maison et boit dans une petite bouteille. Elle devient géante, et le lapin, qui croit que c'est un monstre, envoie Bill le lézard dans la cheminée, pour la chasser. Alice trouve ensuite des petits gâteaux qui lui font retrouver sa taille normale.

#### Chapitre 5 – Les conseils d'une chenille
Alice trouve un champignon et une chenille qui fume un narguilé. La chenille lui pose pleins de questions, dont : « Qui es-tu ? ». Alice n'arrive pas à répondre car elle trouve qu'elle a changé trop souvent de taille en une journée. Puis, la chenille dit à Alice qu'un côté du champignon sur lequel elle est assise la fera grandir, et l'autre rapetisser. Alice en mange un bout et devient gigantesque. Arrive alors un pigeon qui la prend pour un serpent. Finalement, elle parvient à manger les bonnes quantités de champignon pour qu'elle puisse retrouver sa taille normale,.

#### Chapitre 6 – Cochon et poivre
Alice entre dans une petite maison ou habite la Duchesse. À l'intérieur, tout n'est que capharnaüm. La duchesse donne à Alice un bébé qui se transforme en cochon, puis elle croise la route d'un chiot géant. Alice use d'une stratégie pour se débarasser de l'énorme animal. Ensuite, la petite fille rencontre le Chat du Cheshire.

#### Chapitre 7 – La fête de thé en folie
Alice assiste à un goûter avec le Lièvre de mars, le Chapelier fou et un Loir très fatigué. Ils sont bloqués dans le temps à cause d'une dispute avec celui-ci, et se retrouvent à prendre le thé pour l'éternité. Ils donnent à Alice de nombreuses énigmes à résoudre, qui poussent Alice à déclarer que c'est le goûter le plus stupide auquel elle ait jamais assisté.

#### Chapitre 8 – Le terrain de croquet de la reine
Alice quitte la fête et trouve trois cartes peignant les roses blanches, parce que la Reine de cœur déteste les roses blanches. Alice rencontre alors le roi et la reine et est invitée à jouer au croquet avec eux.

#### Chapitre 9 – L'histoire de la fausse tortue
Alice est présentée au Griffon qui l'emmène chez la simili-tortue, ou fausse tortue, qui est très triste.

#### Chapitre 10 – Quadrille de homard
Alice récite le quadrille du homard et la danse des fausses tortues et des griffons.

#### Chapitre 11 – Qui a volé les tartes?
Le valet de cœur est accusé d'avoir volé les tartes de la reine.

#### Chapitre 12 – La preuve d'Alice
Alice est appelée comme témoin, mais elle est accusée du crime. La reine ordonne « de lui couper la tête », mais avant qu'Alice ne soit tuée, sa sœur la réveille et la sort du rêve.

### Autres personnages

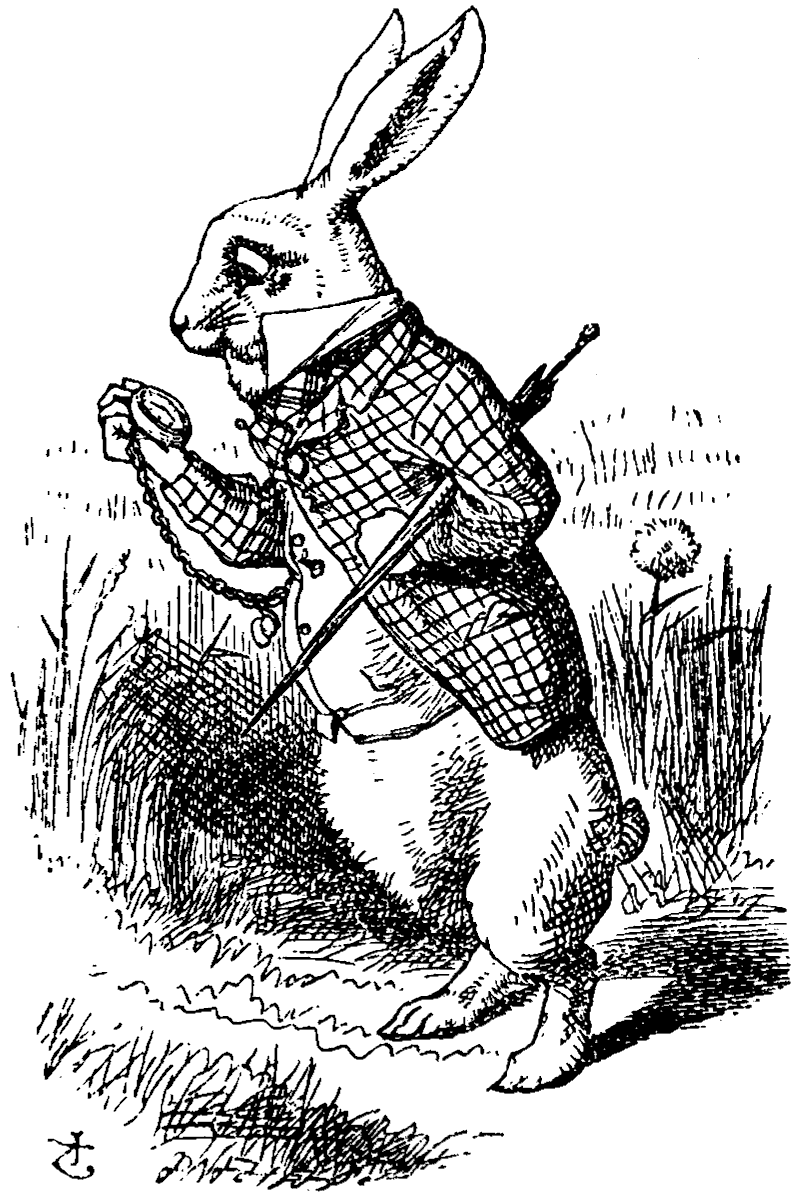
Le Lapin blanc
par John Tenniel

- Hors des merveilles : la sœur d'Alice, la chatte Dinah ou Dina (qui marque le passage entre la réalité et la fiction) ;
- Le bestiaire de la Mare de larmes : la Souris, le Canard, le Dodo, le Lory, l'Aiglon ;
- La Duchesse, la Cuisinière et le Bébé, le Valet de pied ;
- Le jeu de cartes : le Deux, le Cinq, le Sept, le Roi de coeur, la Reine de cœur, le Valet de coeur[12] ;
- Le bestiaire du Pays des merveilles : le Lapin blanc, le chat du Cheshire, Bill le lézard, la Chenille, le Pigeon, le Lièvre de mars et le Loir (associés au Chapelier), le Griffon, la Simili-Tortue et la grande maison.

Dans 'The Annotated Alice (en)', Martin Gardner fournit des informations générales sur les personnages. Gardner a suggéré que le Chapelier est une référence à Theophilus Carter (en), un marchand de meubles connu à Oxford, et que Tenniel a apparemment dessiné le Chapelier pour qu'il ressemble à Carter, sur une suggestion de Carroll.
La fausse tortue est une référence au critique d'art John Ruskin, qui venait une fois par semaine à la maison Liddell pour enseigner aux enfants le dessin, le croquis et la peinture à l'huile.

## Illustrateurs
Lewis Carroll réalisa lui-même 37 dessins à la plume dans l'exemplaire manuscrit de l'histoire qu'il offrit à Alice Liddell, le 26 novembre 1864. Une édition en fac similé (avec une traduction française) a d'ailleurs été réalisée par les éditions Frémok en 2006.
Les sources divergent sur la question de savoir si c'est Dodgson ou son éditeur qui jugea bon de ne pas garder ses propres images. C'est en tout cas Lewis Carroll qui opta pour John Tenniel, dessinateur alors réputé pour sa participation à la revue satirique Punch.

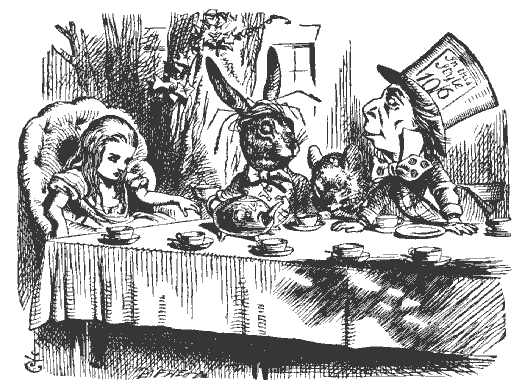
Alice, le Lièvre de mars et le Chapelier
par John Tenniel

Bien que les illustrations de John Tenniel restent très associées à l'œuvre, le texte de Carroll a inspiré un grand nombre d'illustrateurs au fil du temps. Plusieurs centaines de versions ont ainsi vu le jour. Parmi les plus notables :
- Arthur Rackham[15] ;
- Mabel Lucie Attwell[16] ;
- Bessie Pease Gutmann (en)[17] ;
- Gwynedd M. Hudson[18] ;
- A. E. Jackson[19] ;
- Maria L. Kirk[20] ;
- Pat Andrea ;
- Serge Chamchinov ;
- Mervyn Peake ;
- Anthony Browne ;
- Salvador Dalí[21] ;
- Rébecca Dautremer ;
- Tove Jansson ;
- Adrienne Ségur.
- Sempé
- Benjamin Lacombe

## Poèmes et chansons
Carroll a écrit beaucoup de chansons et poèmes pour Les Aventures d'Alice au pays des merveilles, notamment :
- 'Tous dans l'après-midi d'or'[pas clair] (All in the golden afternoon) - le vers préliminaire du livre et un poème original de Carroll qui rappelle l'expédition d'aviron au cours de laquelle il a raconté pour la première fois l'histoire des aventures d'Alice sous terre[22] ;
- How Doth the Little Crocodile - une parodie de la comptine d'Isaac Watts, Against Idleness and Mischief ;
- 'Le conte de la souris' (The Mouse's Tale) - un exemple de poésie concrète ;
- 'Tu es vieux, Père William' ('You are Old, Father William') - une parodie de 'Les consolations du vieil homme et comment il les a gagnées' ('The old man's comforts and how he gained them') de Robert Southey ;
- 'La berceuse de la duchesse' ('The Duchess' lullaby') - une parodie de 'Parle doucement' ('Speak Gently') de David Bates ;
- 'Le quadrille du homard' ('The Lobster Quadrille') - une parodie de 'L'araignée et la mouche' ('The spider and the fly') de Mary Botham Howitt.

## Style d'écriture et thèmes

### Symbolisme
Martin Gardner et d'autres spécialistes ont montré que le livre est rempli de nombreuses parodies de la culture populaire victorienne, suggérant qu'il appartient dans l'esprit à Topsyturveydom de W. S. Gilbert et Alfred Cellier.
La plupart des aventures du livre peuvent avoir été basées sur ou influencées par des personnes, des situations et des bâtiments à Oxford et à Christ Church. Par exemple, le « Rabbit Hole » symbolisait les véritables escaliers situés à l'arrière de la salle principale de Christ Church. Une sculpture représentant un griffon et un lapin, telle qu'on peut la voir dans la cathédrale de Ripon, où le père de Carroll était chanoine, a peut-être inspiré le conte.
Dans le huitième chapitre, trois cartes peignent en rouge les roses d'un rosier, parce qu'elles avaient accidentellement planté un rosier blanc que la reine de cœur déteste. Les roses rouges symbolisaient la maison anglaise des Lancaster, tandis que les roses blanches symbolisaient leur maison rivale des York, et les guerres qui les opposaient étaient donc les guerres des Roses.
Si le livre est resté imprimé et inspire continuellement de nouvelles adaptations, le matériel culturel dont il s'inspire est devenu un savoir largement spécialisé. Le Dr Leon Coward affirme que le livre « souffre » de « lectures qui reflètent la fascination d'aujourd'hui pour le postmodernisme et la psychologie, plutôt que de se plonger dans une interprétation historiquement informée », et suppose que cela est dû en partie au fait que le public découvre le récit à travers une source « de seconde main », expliquant que « nos impressions du texte original sont basées sur une multiplicité de réinterprétations. Nous ne réalisons pas nécessairement que nous manquons quelque chose dans la compréhension du produit original, parce que nous n'avons généralement jamais affaire au produit original ».

#### Langue
Plusieurs personnes, dont Martin Gardner et Selwyn Goodacre, ont suggéré que Dodgson s'intéressait à la langue française, choisissant d'y faire des références et des jeux de mots dans l'histoire. Il est plus que probable qu'il s'agisse de références aux leçons de français – une caractéristique commune de l'éducation d'une fille de la classe moyenne victorienne. Par exemple, dans le deuxième chapitre, Alice suppose que la souris est peut-être française. Elle choisit donc de lui dire la première phrase de son livre de cours de français : « Où est ma chatte ? » (« Where is my cat? ») . Dans la traduction française d'Henri Bué, Alice suppose que la souris est peut-être italienne et lui parle en italien.
L'expression « Digging for apples » de Pat pourrait être un jeu de mots interlinguistique, puisque pomme de terre signifie pomme de terre et pomme signifie pomme[pas clair].
Dans le deuxième chapitre, Alice s'adresse d'abord à la souris en disant « Ô Souris », en se basant sur son souvenir des déclinaisons du nom « dans la grammaire latine de son frère, 'Une souris - d'une souris - à une souris - une souris - Ô souris ! ». Ces mots correspondent aux cinq premiers des six cas du latin, dans un ordre traditionnel établi par les grammairiens médiévaux : mus (nominatif), muris (génitif), muri (datif), murem (accusatif), (O) mus (vocatif). Le sixième cas, mure (ablatif) est absent de la récitation d'Alice. Nilson a plausiblement suggéré que l'absence de l'ablatif d'Alice est un jeu de mots sur le travail de son père Henry Liddell sur le standard A Greek-English Lexicon puisque le grec ancien n'a pas de cas ablatif. De plus, Mousa (signifiant muse) était un nom modèle standard dans les livres grecs de l'époque dans les paradigmes de la première déclinaison, nom court-alpha. En outre, la phrase « O Muse, sing… » ou une variante proche de celle-ci figure dans de nombreuses traductions anglaises d'Homère, la prononciation par Alice de « O Mouse » formant un jeu de mots qui aurait été apparent pour les plus instruits parmi le lectorat victorien de Dodgson, étant donné la relative importance des lettres classiques dans les programmes d'enseignement des classes supérieures britanniques à cette époque.

##### Mathématiques
Comme Carroll était mathématicien à Christ Church, il a été suggéré qu'il y a beaucoup de références et de concepts mathématiques dans cette histoire et dans Through the Looking-Glass. La spécialiste de la littérature Melanie Bayley a affirmé dans le magazine New Scientist que Dodgson a écrit Alice au pays des merveilles dans sa forme finale comme une satire cinglante des nouvelles mathématiques modernes qui émergeaient au milieu du XIXe siècle,.
Voici quelques exemples de références aux mathématiques dans Alice :
Chapitre 1 (« Down the Rabbit-Hole ») : alors qu'elle rétrécit, Alice s'interroge avec philosophie sur la taille finale qu'elle atteindra, peut-être « en s'éteignant complètement, comme une bougie » ; cette réflexion reflète le concept de limite.
Chapitre 2 (« La piscine de larmes ») : Alice essaie d'effectuer une multiplication mais obtient des résultats étranges : « Voyons voir : quatre fois cinq font douze, quatre fois six font treize, et quatre fois sept font... Oh là là ! Je n'arriverai jamais à vingt à ce rythme ! » On explore ainsi la représentation des nombres à l'aide de différentes bases et systèmes numéraux positionnels : 4 × 5 = 12 en notation de base 18, 4 × 6 = 13 en notation de base 21 et 4 × 7 = 14 en notation de base 24. En continuant cette séquence, en augmentant de trois bases à chaque fois, le résultat sera toujours inférieur à 20 dans la notation de la base correspondante. (Après 4 × 12 = 19 en base 39, le produit serait 4 × 13 = 1A en base 42, puis 1B, 1C, 1D, et ainsi de suite).
Chapitre 7 (« Un Tea-Party fou ») : Le Lièvre de mars, le Chapelier et le Loir donnent plusieurs exemples dans lesquels la valeur sémantique d'une phrase A n'est pas la même que celle du contraire de A (par exemple, « On pourrait tout aussi bien dire que « Je vois ce que je mange » est la même chose que « Je mange ce que je vois » ! ») ; en logique et en mathématiques, on parle de relation inverse. Alice se demande également ce que signifie le fait que le changement de siège autour de la table circulaire les ramène au début. Il s'agit d'une observation de l'addition sur l'anneau des nombres entiers modulo N.
Le chat du Cheshire s'estompe jusqu'à disparaître complètement, ne laissant que son large sourire suspendu dans l'air, ce qui amène Alice à s'émerveiller et à noter qu'elle a vu un chat sans sourire, mais jamais un sourire sans chat. L'abstraction profonde des concepts, comme la géométrie non euclidienne, l'algèbre abstraite et les débuts de la logique mathématique, s'emparait des mathématiques à l'époque où Dodgson écrivait. La délimitation par Dodgson de la relation entre le chat et le grin peut être considérée comme représentant le concept même des mathématiques et du nombre. Par exemple, au lieu de considérer deux ou trois pommes, on peut facilement considérer le concept de « pomme », dont les concepts de « deux » et « trois » semblent dépendre. Un saut beaucoup plus sophistiqué consiste à considérer les concepts de « deux » et « trois » par eux-mêmes, tout comme un sourire, qui semblait à l'origine dépendre du chat, séparé conceptuellement de son objet physique.

###### Manger et dévorer
Carina Garland note comment le monde est « exprimé par des représentations de la nourriture et de l'appétit », citant le désir fréquent d'Alice de consommer (à la fois de la nourriture et des mots), ses « appétits curieux ». Souvent, l'idée de manger coïncide avec des images macabres. Après l'énigme « Pourquoi un corbeau ressemble-t-il à un pupitre ? », le Chapelier affirme qu'Alice pourrait tout aussi bien dire « Je vois ce que je mange... je mange ce que je vois » et la solution de l'énigme, proposée par Boe Birns, pourrait donc être la suivante : « Un corbeau mange des vers ; un pupitre est mangé par des vers » ; cette idée de nourriture résume l'idée de la vie qui se nourrit de la vie elle-même, car le ver est mangé et devient ensuite le mangeur - une image horrible de la mortalité.
Nina Auerbach explique que le roman tourne autour du boire et du manger, ce qui « motive une grande partie de son comportement [celui d'Alice] », car l'histoire porte essentiellement sur les choses qui « entrent et sortent de sa bouche ». Les animaux du pays des merveilles sont particulièrement intéressants, car la relation d'Alice avec eux change constamment. En effet, comme le dit Lovell-Smith, les changements de taille d'Alice la repositionnent continuellement dans la chaîne alimentaire, ce qui lui fait prendre conscience de l'attitude « manger ou être mangé » qui règne au pays des merveilles.

## Adaptations
Article principal : Œuvres basées sur Alice au pays des merveilles
En 2015, Robert Douglas-Fairhurst a écrit dans The Guardian,
Depuis la première publication des Aventures d'Alice au pays des merveilles il y a 150 ans, l'œuvre de Lewis Carroll a donné naissance à toute une industrie, des films aux manèges de parcs à thème en passant par des produits tels qu'un costume d'Alice « mignonne et insolente » (« jupon et bas non inclus ») . La petite fille au visage vide rendue célèbre par les illustrations originales de John Tenniel est devenue une tache d'encre culturelle que nous pouvons interpréter comme bon nous semble.
Alice et le reste du Pays des Merveilles continuent d'inspirer ou d'influencer de nombreuses autres œuvres d'art jusqu'à aujourd'hui, parfois indirectement via le film Disney de 1951, par exemple. On trouve des références, des hommages, des remaniements et des œuvres dérivées dans de nombreuses œuvres de littérature, de cinéma, de théâtre, d'art visuel, de musique et de jeux (comme les cartes à jouer). Qualifiée d'« héroïne intrépide et sans état d'âme » par The Guardian, le personnage d'Alice, courageuse mais correcte, s'est avéré immensément populaire et a inspiré des héroïnes similaires dans la littérature et la culture populaire, dont beaucoup s'appellent également Alice en hommage.
Alice a connu plusieurs adaptations dont voici les principales :

### Longs métrages en prise de vues réelles
- Alice in Wonderland, film muet britannique réalisé par Cecil Hepworth, 1903
- Alice au pays des merveilles, film américain réalisé par W.W. Young, 1915
- Alice au pays des merveilles, film américain réalisé par Norman Z. McLeod, 1933 (pas de distribution francophone)
- Alice au pays des merveilles, film musical britannique de William Sterling, 1972
- Alice in Wonderland: A Musical Porno, film musical pornographique américain, Bud Townsend, 1976
- Alice, jeu vidéo américain développé par American McGee, 2000
- Alice au pays des merveilles, film américain réalisé par Tim Burton, 2010
- Alice de l'autre côté du miroir, film américain réalisé par James Bobin, 2016 (suite du film de Tim Burton)

### Longs métrages d'animation
- Alice au pays des merveilles, film franco-britannique réalisé par Dallas Bower, 1949
- Alice au pays des merveilles, film américain réalisé par Clyde Geronimi, Wilfred Jackson, Hamilton Luske (studio Walt Disney), 1951
- Alice, film tchèque réalisé par Jan Švankmajer, 1988
- Alice au pays des merveilles, film japonais réalisé par Toshiyuki Hiruma et Takashi Masunaga (Cayre Brothers), 1995

### Radio
- Alice & Merveilles, concert fiction de Stéphane Michaka avec l'Orchestre National de France, sur une musique originale de Didier Benetti, avec Juliette Roudet (Alice), Philippe Laudenbach (le Lapin blanc), Jean-Paul Farré (le Chapelier fou), réalisé par Cédric Aussir. France Culture, 2015. Livre-CD édité par Didier Jeunesse. [26]

### Téléfilms
- Alice au pays des merveilles, téléfilm britannique réalisé par Jonathan Miller, 1966
- Alice au pays des merveilles, téléfilm français réalisé par Jean-Christophe Averty, 1970
- Alice au pays des merveilles, téléfilm américain réalisé par Kirk Browning, 1983
- Alice au pays des merveilles, téléfilm américain réalisé par Harry Harris (en), avec Natalie Gregory, 1985
- Alice au pays des merveilles, téléfilm anglo-germano-américain réalisé par Nick Willing, avec Tina Majorino, 1999

### Séries télévisées
- Alice, mini-série canado-britannique, écrite et réalisée par Nick Willing, diffusée en 2009 sur Showcase
- Once Upon a Time in Wonderland, série américaine créée par Edward Kitsis et Adam Horowitz, diffusée aux États-Unis en 2013 (ABC Studios)

### Séries animées
- Alice Comedies (dessins animés muets), (studio Walt Disney), 1924-1927
- Alice au pays des merveilles, 1983-1984
- Alice et Lewis, Depuis 2019
- Alice et la pâtisserie des merveilles, Depuis 2022

### Bandes dessinées
- Alice au Pays des Merveilles en bande dessinée dans le périodique Vaillante le Journal des Fillettes par Eugène Gire, 2 planches par numéro, du numéro 1 (novembre 1946) au numéro 25 (10 juillet 1947).
- Alice au pays des merveilles, Dany, Dupa, Turk, Greg, De Groot, 1973.
- Alice au pays des merveilles, David Chauvel, Xavier Collette, 2010. Éditions Drugstore.
- Le songe de Siwel, Enfin Libre, 2010. Éditions La Boîte à bulles.

### Jeux vidéo
- Alicia en el pais de las Maravillas, par Daniel Querol Bures sur ZX Spectrum, 1985
- Alice in Wonderlands, par Windham Classics sur  Commodore 64 et Apple II, 1985
- Alice in Wonderlands, par Spinnaker Software sur  CD-i, 1992
- Alice au pays des merveilles, par Digital Eclipse Software pour Nintendo, 2000 (Game Boy Color).
- Alice au pays des merveilles, par Emme Interactive sur PC, 2005
- Alice au pays des merveilles, par Étranges Libellules pour Disney Interactive Studios, 2010 (PC, Wii, DS).
- American McGee's Alice, par Rogue Entertainment pour Electronic Arts, 2001 (PC) et 2011 en téléchargement (Xbox 360, PS3)
- Alice : Retour au pays de la folie (suite d'American McGee's Alice) par Spicy Horse pour Electronic Arts, 2011 (PC, PS3, Xbox 360)

## Œuvres inspirées du conte

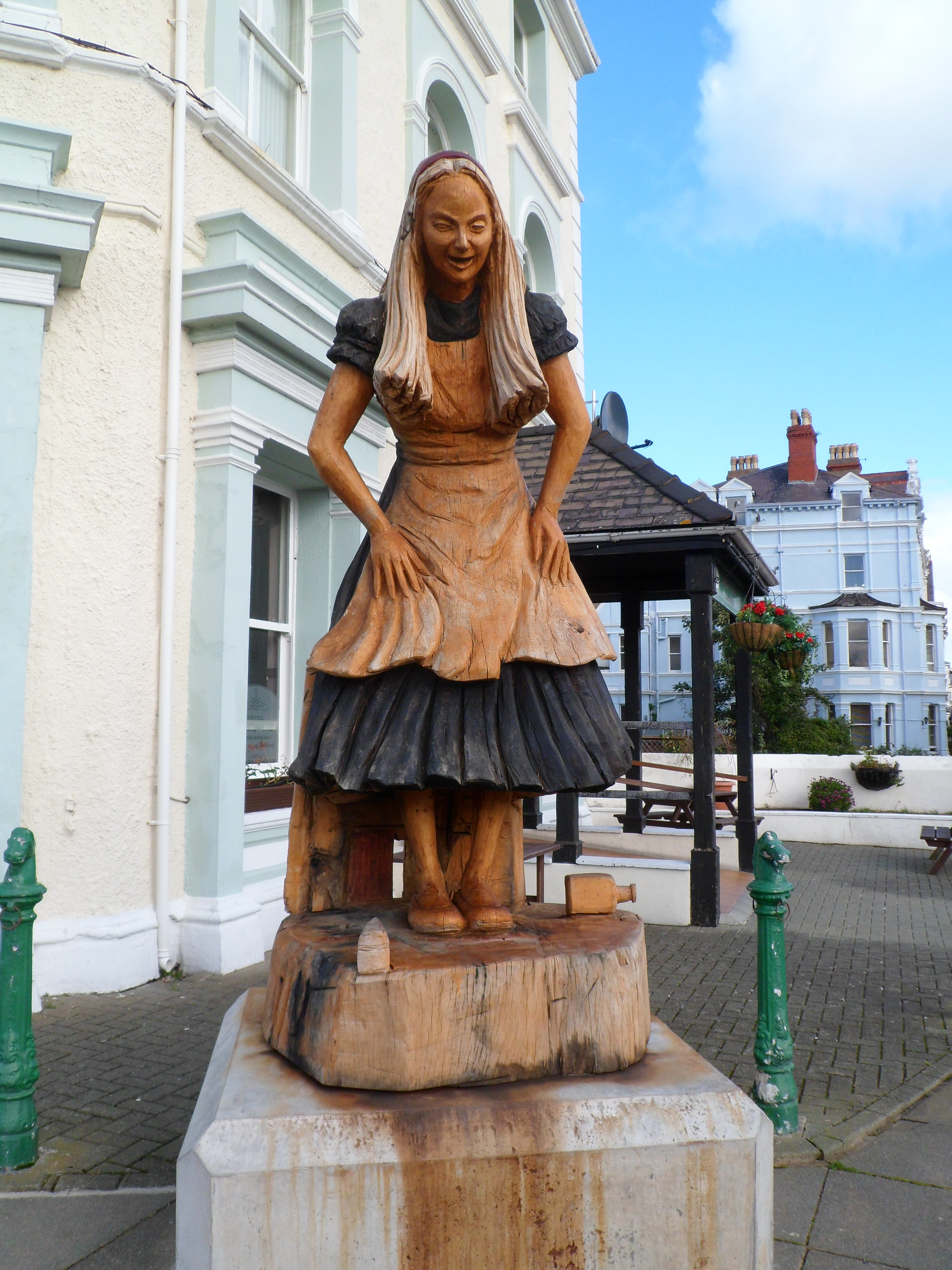
Statue d'Alice à Llandudno, où Alice Liddell, enfant, passait les vacances d'été.

### Musique

#### Conte musical
- Alice au pays des merveilles, conte musical du pianiste et compositeur Florent Nagel, sur le texte original de Lewis Carroll. Théâtre musical pour piano à quatre mains et comédien. Création 2012 à Belle-Île-en-Mer, par le compositeur.

#### Opéra
- L'opéra « Alicia » du compositeur mexicain Federico Ibarra Groth (1990), livret de José Ramon Enriquez, reprend les éléments principaux du texte. Création de l'Opéra National (Palacio de Bellas Artes) de Mexico.
- Alice in Wonderland, opéra de la compositrice coréenne Unsuk Chin, qui a coécrit le livret en anglais avec le dramaturge David Henry Hwang, d'après Alice au pays des merveilles et De l'autre côté du miroir. Création au festival d'opéra de Munich (Bayerische Staatsoper) le 7 juillet 2007 sous la direction de Kent Nagano avec Sally Matthews dans le rôle-titre et Dame Gwyneth Jones dans celui de la Reine de cœur.

#### Chansons et clips
- I Am the Walrus sur l'album Magical Mystery Tour des Beatles (1967). Le titre signifie littéralement « Je suis le morse », le morse étant celui de De l'autre côté du miroir. La chanson reprend également des parties de The Walrus and the Carpenter.
- White Rabbit sur l'album Surrealistic Pillow de Jefferson Airplane (1967). Les pilules que propose le Lapin Blanc (White Rabbit) y sont une allusion à peine voilée au LSD, dont les hippies et les groupes d'acid rock faisaient usage pour écrire leurs œuvres.
- The Mad Hatter sur l'album Aural Sculpture des Stranglers (1984).
- Malice Through the Looking Glass sur l'album Dusk... and Her Embrace de Cradle of Filth (1996).
- Through the Looking Glass sur l'album Twilight in Olympus du groupe de metal progressif Symphony X (1998).
- Tweedle Dee & Tweedle Dum sur l'album Love and Theft de Bob Dylan (2001).
- Sunshine sur l'album Just Push Play d'Aerosmith (2001).
- What You Waiting For? sur l'album Love. Angel. Music. Baby. de Gwen Stefani (2004).
- Looking Glass sur l'album Walking with Strangers et Blue de The Birthday Massacre (2007).
- Alice, sur l'album Varsovie-L'Alhambra-Paris, de Damien Saez (2008), notamment dans les paroles « Alice, au bout des rêves / J'irais bien avec toi / Faire un tour aux merveilles / Et Dieu entre tes bras ».
- Oomph! dans sa chanson Labyrinth de l'album Monster (2008).
- Brick By Boring Brick (le clip) sur l'album Brand New Eyes de Paramore (2009).
- Jorane, dans sa chanson Jinx, se réfère au lapin blanc : « The only thing I did was trust the rabbit to open the right doors ».
- Tommy February6 (chanteuse) s'est inspiré du livre Alice au pays des merveilles pour le clip Bloomin' tiré de l'album Strawberry Cream Soda Pop Daydream.
- La chanson de Kanon Wakeshima « Still Doll », ending du manga Vampire Knight, parle d'Alice.
- Alice du groupe f.f.f.
- Alice in Dreamland interprété par Kaito des « Vocaloid » créé par Yamaha, parle du périple d'Alice.
- Alice Human Sacrifice, interprété par Kaito, Miku Hatsune, Meiko et Rin & Len Kagamine parle d'« Alices ».
- The Caterpillar, Drink Me, The Queen of Hearts, De l'autre côté du miroir, Un thé chez les fous et The Well, titres de l'album Ottocento du groupe lyonnais Ödland.
- Alice in Wonder Underground sur l'album Tenshi no Revolver de Buck-Tick (en) (2007). Le clip montre une version complètement opposée à ce qui est normalement merveilleux dans le monde d'Alice en établissant une comparaison avec le monde réel.
- Her Name Is Alice de Shinedown, à l'occasion de la sortie du film de Tim Burton
- Alice et June, une chanson du groupe de rock Indochine, tirée de l'album du même nom. Elle s'inspire du roman de Lewis Carroll.
- Le lapin blanc est utilisé dans le clip de la chanson Changement, d'Orelsan, pour représenter notre société qui évolue trop vite : « C'est la course, on a tous du mal à suivre le changement ; poursuivre le mouvement c'est du taf à plein temps ; j'suis en r'tard, tout l'temps, comme cette salope de lapin blanc ».
- Bounce du groupe sud-coréen Boyfriend.
- Alice Alice du groupe Victim Effect fait allusion à Alice et à de nombreux personnages du livre comme la Reine de cœur, le chat du Cheshire ou le Lapin blanc.
- White Rabbit du groupe Egypt Central qui parle du Lapin blanc qui nous incite à le suivre comme Alice et entraine dans la folie.
- Wonderland, sur l'album 1989 de Taylor Swift, paru en 2014.
- Mad Hatter de Melanie Martinez sur l'album Cry baby sorti le 15 août 2015. La chanson parle de la folie, et dit que les gens fous sont les meilleures personnes. On retrouve le personnage de la chenille, celui du Mad Hatter et d'Alice : « Where is my prescription? Doctor, doctor please listen. My brain is scattered. You can be Alice, I'll be the Mad Hatter. »
- Odezenne, Alice in Wonderland, 2013
- Alice par Tom Frager
- Le vidéoclip de « The Man who became a Rabbit » (2018) par Valérian MacRabbit et Lalkrishnan est une réécriture indienne « d'Alice au Pays des Merveilles » dans laquelle MacRabbit, maquillé, joue le rôle des différents personnages[27].
- L'heure du thé, Asile au pays des merveilles (Skull Sisters), 2018[28]
- Alice, sur l'album Chromatica par Lady Gaga (2020)
- Just one lifetime de Sting et Shaggy sur leur album 44/876 (2018). La chanson reprend des parties du Morse et du Charpentier avec Sting dans le rôle du Charpentier et Shaggy dans le rôle du Morse

#### Albums
- Through the Looking Glass de Siouxsie and the Banshees (1987).
- Cheshire Cat de Blink-182 (1994).
- Alice et June d'Indochine (2005). Les disques s'appellent respectivement Alice – Au pays des Cauchemars – La Promesse et June – Au pays des Merveilles – Le Pacte.
- Le Cheshire Cat et moi de Nolwenn Leroy (2009).
- Un album de Jewel s'intitule Goodbye, Alice in Wonderland.
- L'album The Mad Hatter (le chapelier fou), sorti en 1978, du pianiste de jazz Chick Corea en est directement inspiré, chaque chanson a pour titre le nom d'un personnage ou d'un lieu du récit.
- En 2000, le groupe français Klimperei sort chez In Poly Sons un album intitulé Alice au pays des merveilles, sur des traductions du poète Dominique Quélen, inspiré d'Alice, De l'autre côté du miroir et La Chasse au Snark[29].
- Le groupe de thrash/speed métal canadien Annihilator sort en 1989 leur premier album intitulé Alice In Hell. La chanson plus ou moins éponyme Alison Hell s'inspire du conte de Lewis Carroll.
- Alice e il blu, de la jeune chanteuse italienne Annalisa
- L'album de Marilyn Manson Eat Me, Drink Me (2007) est inspiré d'Alice au Pays des Merveilles (notamment les titres : Are You The Rabbit ?  et Eat Me, Drink Me).
- Alice, album de 2002 de Tom Waits, et la comédie musicale Alice mise en scène par Robert Wilson qui en est issue
- Au Pays D'Alice, une collaboration entre Ibrahim Maalouf et Oxmo Puccino.

### Danse
- Alice's adventures in wonderland (2011), ballet du Royal Ballet.
- Alice sur le fil par la compagnie le Ballet des Zigues (2014). Spectacle mêlant danse, musique, théâtre et dessin.
- Wonderland (2021), Cie Sylvain Huc.
- En 2022, le ballet contemporain Alice a été présenté sous la direction artistique du chorégraphe iranien Amir Hosseinpour et de l'Anglais Jonathan Lunn avec le « Ballet de l'Opéra national du Rhin » à Mulhouse. La musique originale a été créée par le compositeur américain Philip Glass. Dans cette mise en scène extraordinaire avec l’ensemble de 32 danseurs, l'actrice germano-suisse Sunnyi Melles joue le rôle d'Alice et de l'écrivain Lewis Carol l, qui cite des textes en anglais. L'enregistrement peut être écouté sur le canal de câble MEZZO[30].

### Arts plastiques

#### Artworks
- Happy Birthday Alice !! Œuvre artistique collective de Danielle Stéphane, Ahtzic Silis, Karla Segura Pantonja, Christian Nabais, Bernadette Brouillat, Vankiep Silis, Sophie Hoang-Trong et Irene Castro, réalisée en 2015 pour célébrer le 150e anniversaire de la parution des Aventures d'Alice au pays des merveilles de Lewis Carroll. Happy Birthday Alice !! est constituée de dix illustrations en noir et blanc de format 80 cm x 80 cm, hommage à John Tenniel, associées à des maisons de poupées réalisées à partir de boîtes de disjoncteurs électriques et accompagnées d’un livre d’art, Alice et le deuil de Kral Seker, écrit et illustré par Ahtzic Silis, Christian Nabais, Karla Segura Pantonja et Danielle Stéphane.
- Les couvertures des albums Take a Look in the Mirror (2003) et See You on the Other Side (2005) de Korn.

#### Sculptures
- Alice in Wonderland est le nom d'une sculpture de l'artiste José de Creeft datant de 1959. Directement inspirée du conte de Lewis Carroll, elle se trouve à Central Park (États-Unis).
- Un thé de fous (2010) est une œuvre animée d'Armand Langlois.

### Cinéma
- Le film Donnie Darko met en scène un lapin qui, derrière un miroir, guide le jeune Donnie à travers ses rêves.
- Le film québécois L'Odyssée d'Alice Tremblay se base entre autres sur ce conte.
- Un film relatant la vie de Lewis Carroll, réalisé par Brian Hugh Warner (Marilyn Manson), est en cours de tournage.
- On peut noter également l'allusion que fait Guillermo Del Toro dans son film Le Labyrinthe de Pan (El Laberinto del Fauno) à Alice au pays des merveilles : son héroïne, Ofélia, porte une robe très inspirée de celle d'Alice.
- Dans le film Matrix, le tatouage du Lapin blanc, ainsi que le message « Suis le lapin blanc » est une référence certaine à Alice au pays des merveilles. Le Lapin blanc étant vecteur de changement comme les pilules bleue et rouge, ainsi que le miroir par lequel est aspiré Neo, le principal protagoniste. La chute dans le terrier fait penser également à la chute de Néo lorsqu'il est éjecté de la Matrice.
- Le film Sucker Punch de Zack Snyder est décrit par celui-ci comme « Alice in Wonderland with machine guns ».
- Le film Resident Evil s'inspire d'Alice aux pays des merveilles. Le personnage d'Alice (incarné par Milla Jovovich) n'était pas présent dans les jeux et devient le personnage principal du film. Les personnages traversent un miroir pour atteindre les souterrains : un laboratoire souterrain régit par la Reine rouge (à l'image de la Reine de cœur dans le roman de Lewis Caroll).

### Mangas et comic books
- Dans One Piece, l'île de Whole Cake Island a beaucoup de similitudes avec Alice au pays des Merveilles. Il y a un lapin blanc Randolph, le héros Luffy sera prisonnier du monde miroir et l'impératrice Charlotte Linlin (Big Mom) rappelle la Reine de cœur, le pays utopique qu'elle tente de créer en rassemblant toutes les races du monde (un pays merveilleux).
- L'action du manga Alice in Borderland se déroule dans un univers constamment inspiré par Alice au pays des Merveilles, le héros se nommant d'ailleurs lui-même Alice Ryôhei.
- L'OAV « Ciel in Wonderland » de Black Butler (Kuroshitsuji) est inspiré d'Alice au pays des Merveilles.
- Dans le manga Date AST Like, les CR-Unit de la série Ashcroft sont nommés d'après les personnages d'Alice au pays des merveilles.
- Le manga Alice au royaume de cœur est basé sur la série de jeux éponyme du studio QuinRose et réalisé par la mangaka Soumei Hoshino. Le récit reprend un certain nombre de personnages venant de l'histoire originelle mais avec tout de même une forte « personnalisation ».
- CLAMP, studio de mangaka, a écrit Miyuki-chan in Wonderland, inspiré des aventures d'Alice avec une touche d'érotisme ainsi qu'un épisode du manga Card Captor Sakura dans lequel l'héroïne se retrouve plongée dans le conte.
- Le manga Alice 19th de Yuu Watase nous raconte l'histoire d'une jeune fille, Alice, qui verra sa vie bouleversée par la rencontre d'un petit lapin blanc qui lui confiera une quête des plus fantastiques.
- Le manga Pandora Hearts de Jun Mochizuki semble raconter une histoire alternative d'Alice. De plus la plupart des créatures que doivent affronter les héros ont des noms et l'apparence de certains personnages du livre (ou de conte). L'abysse peut ici être considérée comme une version « apocalyptique » du pays des merveilles, un monde parallèle. Alice est à la fois la jeune héroïne, mais aussi le lapin noir (allusion au lapin blanc). On retrouve le Chapelier fou, mais aussi le Chat du Cheshire et bien d'autres.
- Les personnages du manga Arms ont pour la plupart leur alter-ego nanotechnologique nommé selon des personnages d'Alice au pays des Merveilles (Jabberwock, Knight, White Rabbit, Queen of Heart, Cheshire Cat, etc.).
- Le manga Rozen Maiden comporte également des références à Alice au pays des merveilles : les poupées doivent combattre dans un jeu appelé le « Alice game » dans les rêves des êtres humains ou le leur. De plus dans la deuxième saison, on voit apparaître le personnage du lapin qui oblige les poupées à se dépêcher de se battre. Les créateurs du manga sont parties de certaines notion du livre pour finalement s'en détacher et accoucher de leur propre scénario.
- L'histoire d'Alice a inspiré en partie la bande dessinée érotique Filles perdues (Lost Girls en VO) d'Alan Moore et de Melinda Gebbie.
- Plusieurs adversaires de Batman sont inspirés de personnages du pays des merveilles, la plupart étant des criminels obsédés par le livre et son univers. Le plus célèbre est le Chapelier fou un fou expert en hypnose obsédé par Alice, qu'il voit régulièrement incarnée dans des jeunes filles qu'il prend pour cible.
- Un épisode de Host Club reprend les aventures d'Alice au Pays des merveilles avec Haruhi en tant qu'Alice...
- Le manga Are you Alice ? de Katagiri, Ikumi (dessin) et Ninomiya, Ai (scénario) reprend pratiquement tous les personnages, sauf qu'Alice est le 89e avatar et... un jeune homme !
- Le manga Kagihime Monogatari Eikyuu Alice Rond ou plus simplement Kagihime raconte l'histoire de trois personnages principaux, dont une Arisu (en hiragana et non katagana, comme précisé). Leurs buts : prendre l'histoire des autres Chercheuses d'Alice pour pouvoir reconstituer le 3e tome d'Alice écrit par Talkion.
- Le manga Alice in Murderland reprend des personnages d'Alice au pays des merveilles et de De l'autre côté du miroir. Cependant, ce manga offre une histoire totalement différente et plus gore.
- Le Light Novel Sword Art Online : Alicization fait référence à la première édition de Alice au pays des merveilles notamment en nommant l'héroïne principal de l'arc Alice mais aussi en appellent le monde qui se nomme « Underworld », ainsi que le nom de l'entreprise se nomme « Rath » qui est la tortue avec une tête de cochon dont l'ocean Turtle fut inspiré.

### Télévision
- La série télévisée Lost : Les Disparus emprunte beaucoup de références à Alice au pays des merveilles. Le titre du 5e épisode de la série est The White Rabbit et celui du final de la troisième saison Through the looking glass. Des références au roman sont omniprésentes dans Lost : Les Disparus surtout le personnage de Jack Shepard qui est très clairement le pendant masculin d'Alice au pays des merveilles.
- La série des années 1980 d'Alice au pays des merveilles comporte 52 épisodes et s'inspire des 2 livres tout en innovant.
- En 2005, le titre du deuxième épisode de la huitième saison de Charmed s'intitule Malice in Wonderland et l'histoire principale y fait référence puisque des démons se servent du conte pour s'en prendre à des adolescents.
- L'épisode Une partie de campagne Shore Leave (saison 1, épisode 17) de la série télévisée Star Trek s'ouvre sur l'évocation par le Dr McCoy du Pays des Merveilles et, peu après, par la vision d'un lapin blanc géant qui, tout comme dans le conte de Carroll, affirme être en retard à son rendez-vous.
- De 1995 à 2001, Kaori Yuki, dans sa série Angel Sanctuary (manga renommé au Japon comme en France) fait appel à un personnage, le chapelier fou. Cet auteur fait souvent référence aux contes, on retrouve aussi dans Angel Sanctuary une ressemblance entre Kourai et Alice[31].
- Dans l'anime Host Club, l'épisode 13 fait clairement référence à Alice au pays des merveilles, l'œuvre originale y est parodiée en attribuant le rôle des personnages en fonction de leur caractère. Le titre de l'épisode est d'ailleurs « Haruhi au pays des merveilles ».
- Dans un épisode de la série animée Aladdin, le génie se transforme en chat tigré rose et violet.
- Après avoir lu un roman de Lewis Carroll, Mickey rêve qu'il part de l'autre côté du miroir où il rencontre un jeu de cartes et d'autres objets étranges qui s'animent (De l'autre côté du miroir (Mickey Mouse))
- La chaîne Syfy a diffusé une série nommée Alice, réalisée par Nick Willing en 2009, où l'on trouve un Pays des merveilles moderne.
- L'épisode 18 de la deuxième saison de la série de L'École des petits vampires voit le personnage Gotika se regardant dans un miroir devenir une humaine, s'ensuit une journée pour la fillette épouvantable durant laquelle elle se voit obligée par sa mère de prendre des cours de piano ou de théâtre, passer chez le coiffeur... Elle s'enfuit, retourne au château de l'école des petits vampires. Mais en regardant à travers la fenêtre du cours, elle se voit endormie sur sa table et se rend compte que ce n'était qu'un rêve. Réveillée, elle racontera son épouvantable cauchemar à ses amis.
- Dans la série Kyle XY, dans un épisode de la deuxième saison, une voyante dit à Kyle « Quand le lapin blanc coulera... ». En réalité, il s'agit d'un bateau nommé « The White Rabbit », référence à « Alice in Wonderland »...
- Le Chapelier Fou apparaît dans un épisode de Once Upon A Time, piégé par la Reine Regina.
- La série dérivée Once Upon a Time in Wonderland est basée sur le monde d'Alice.
- Le personnage d'Alice et tout l'univers du conte apparaît aussi dans un épisode de Warehouse 13. Alice est alors présentée comme étant une femme folle et dangereuse que Lewis Carroll aurait piégé dans un miroir.
- Dans la saison 3 de la série Gotham, Jervis Tetch (Le Chapelier Fou) un hypnotiseur avec sa montre recherche sa sœur Alice qui a cherche à le fuir. Il invitera l'inspecteur Gordon à prendre le thé et l'obligera à choisir entre son ex femme et sa nouvelle femme, laquelle doit être tuée.
- Dans des premiers épisodes de Doctor Who  le premier docteur est amené à voyager au Pays des Merveilles

### Philosophie et littérature
- Antonin Artaud écrit entre 1943 et 1946 une adaptation du sixième chapitre de l'œuvre titrée L’arve et l'aume. Elle paraitra en 1947 dans le numéro 12 de la revue L'Arbalète.
- Le conte a inspiré le philosophe Gilles Deleuze (sa Logique du sens prend l'œuvre de Carroll comme source principale avec le stoïcisme)[32], le psychanalyste Jacques Lacan[33].
- Alice Liddell apparaît comme un des principaux personnages de la série en cinq volumes Le Monde du fleuve de Philip José Farmer, notamment dans le dernier livre, Les Dieux du Fleuve, où elle recrée l'univers du conte.
- Chaque chapitre du pamphlet Le Monde comme si de Françoise Morvan comporte un extrait d'Alice en épigraphe (ce livre conte les tribulations de l'auteur dans les milieux autonomistes bretons).
- Le conte Coraline raconte l'histoire d'une fillette qui, en suivant une souris blanche et passant par une porte (petite porte dans l'adaptation cinéma), se retrouve dans un autre monde. Un chat, qui a dans ce monde a la faculté de parler et de « disparaître », la guide et la conseille.
- Les Guerres du miroir de Franck Beddor reprend Alice au pays des merveilles et le romance pour en faire une histoire où Alice, princesse du pays des merveilles, se retrouve exilée dans notre monde alors que sa tante Redd prend le pouvoir.
- Dans le cycle des Princes d'Ambre (Le sang d'Ambre et Le signe du Chaos) de Roger Zelazny, le héros Merlin est temporairement prisonnier du monde d'Alice que créé involontairement son ami Luke. On y retrouve quelques personnages d'Alice tel que le Chat de Cheshire, Tweedledee et Tweedledum, etc.
- Alice au pays des merguez (1986) de Frédéric Dard, titre parodique.
- Alice au pays des merveilles, éd. Mon Roman personnalisé, nov. 2018, version personnalisable de l'oeuvre.
- Le Royaume sans ciel, roman de Charlotte Ambrun (2021), réécriture du conte chez l'éditeur spécialisé Magic Mirror. Aylis, inspirée d'Alice, y côtoie Neieli et Chaneh, elles-mêmes inspirées des héroïnes de Blanche-Neige des Frères Grimm et du Petit Chaperon Rouge de Perrault.

### Jeux vidéo
- Il a été dit que le créateur de Mario, Shigeru Miyamoto, avait été influencé par Alice au Pays des Merveilles, notamment pour la conception du champignon qui fait grandir Mario. Il s'agit d'un malentendu, le concepteur ayant affirmé avoir été mal compris et que sa source d'inspiration avait en fait été les univers magiques en général[34].
- American McGee's Alice, 2000, est un jeu vidéo représentant une suite sombre des aventures d'Alice. En 2011, il est sorti sur Xbox Live Arcade et PS3 en même temps que sa suite Alice : Retour au pays de la folie.
- Alice : Retour au pays de la folie (Alice : Madness Returns), Spicy Horse, 2011
- Le jeu vidéo A Witch's Tale sorti sur la Nintendo DS, où le protagoniste se nomme Liddell. De nombreuses similitudes existent entre le jeu et l'œuvre, puisqu'on retrouve certains personnages, comme le chat du Cheshire.
- Dans le jeu vidéo Kingdom Hearts, le monde d'Alice est à explorer.
- Le schéma narratif de Far Cry 3 suit celui d'Alice au pays des merveilles. Ainsi, de nombreux personnages sont des versions alternatives du conte (Jason / Alice ; Dennis / Le Lapin ; Hoyt / Le Chat). De plus, de nombreuses citations provenant du conte sont présentes durant certains temps de chargement.
- Le jeu Fran Bow, 2015, est directement inspiré du roman dans son exploration de la folie et des mondes imaginaires que traverse l'héroïne Fran ainsi que des personnages qu'elle y rencontre, et y fait même référence (Alice est une ancienne amie de Fran).
- Dans la série Shin Megami Tensei d'Atlus, on retrouve Alice en tant que démon.
- Une partie du jeu Dragon's Lair II Times Warp se déroule au Pays des Merveilles, dans lequel plusieurs personnages du livre tentent d'éliminer le héros.

### Autres jeux
- Dans sa chronique[35] de bridge quotidienne, Frank Stewart s'inspire, environ une fois par mois, des personnages d'Alice, sous le titre Mad Bridge Party. Ces donnes, dont les joueurs sont Alice, le Chapelier fou, le Loir et le Lièvre de mars, sont des situations spectaculaires, dans lesquelles il faut laisser la Dame (Queen en anglais) de cœur de l'adversaire faire le pli pour gagner, alors qu'un mouvement naturel serait de la couvrir avec le Roi ou l'As.
- Vernon Rylands Parton a créé de nombreuses variantes du jeu d'échecs inspirées par le conte et ses personnages, notamment les échecs d'Alice.